# デュード・パーフェクト
デュード・パーフェクト (英: Dude Perfect、DP) は、アメリカ合衆国テキサス州フリスコに拠点を置く5人組YouTuber。メンバーはタイラー・トニー、コビー・コットン、コリー・コットン、ギャレット・ヒルバート、コーディ・ジョーンズ。フォーブスの公表した「2021年に最も稼いだYouTube Star」にて世界8位で、約2800万ドル（約32億円）という多額の収入を得ており、2024年現在19個のギネス世界記録を保持している。

## 来歴
2009年4月、大学の友達とかっこいい動画を撮りたいという思いでYouTube活動を開始。4月9日にタイラー・トニーの家と地元の公園でトリックショットを披露するグループの動画がYouTubeで公開され、1週間以内に動画は20万回再生され、アメリカの情報番組グッド・モーニング・アメリカで取り上げられた。
グループの2本目の動画はキリスト教のサマーキャンプで撮影されたもので、その後すぐに公開された。この動画は1800万回以上再生されて話題となった。また、動画の再生回数10万回ごとにアメリカの人道援助団体コンパッション・インターナショナルの子ども1人を支援することを約束した。
2009年、カイル・フィールドの3階からシュートし、バスケットボールの最長シュート距離でギネス世界記録を樹立した。2010年10月、66メートル（216フィート）の高さからの「クロスタワー」シュートで記録を伸ばした。バスケットはタワーの土台から45メートル（150フィート）離れたところにあった。 
2011年3月、リライアント・スタジアムの頂上からのシュートで非公式に再び記録を更新し、5.3秒間空中に留まった。 2014年1月、このグループは高さ561フィートのリユニオン・タワーからのシュートを成功させ、コーディー・ジョーンズとギャレット・ヒルバートがタワーの土台でバスケットを抱えた。 
2016年の動画「ワールド・レコード・エディション」では、複数の世界記録を更新した。彼らは、頭を使ったバスケットボールの最長シュート、最も高い位置からのバスケットボールのシュート、目隠しをした状態での最長シュート、座った状態での最長シュートの世界記録を更新した。翌年、サッカーをベースにした続編を公開し、さらに多くの世界記録を更新した。
2016年、イギリスを訪れ、マンチェスター・シティ、アーセナル、チェルシーの選手と動画を撮影した。 2020年、20俳優のザック・エフロンと2019年に録画した4回目のオールスポーツゴルフバトルの動画を公開した。また、アメリカ海軍のニミッツ級航空母艦USSニミッツに3日間乗船する機会を得て、その旅行の動画をバケットリストの一部としてエピソードとして公開した。デュード・パーフェクトは2回目のバケットリスト動画で南アフリカも訪れた。
2018年、「オーバータイム」の撮影中に、裸足でレゴで歩く最長距離記録と、豆の吹き出しで最長記録を更新した。「オーバータイム」の第6話では、エクササイズボールを転がして移動した最長距離記録を更新した。 2019年、シェービングクリームを使って人の頭にピンポン玉を最も多く貼り付けた世界記録、および目隠しをした状態でドーナツを最も多く積み重ねた世界記録を更新した。 2020年には、 30秒間でビーチボールのヘッダーパスの最多記録も更新した。 
2021年、「オーバータイム」のエピソード27をリリースし、ダラスのセンター、ボバン・マリヤノビッチが出演した。

## 正当性
彼らの成功の一方で、グループのトリックショットの正当性について疑問が浮上した。グッドモーニングアメリカの司会者たちはトリックについて議論し、それが本物かどうかを議論したが、番組が連絡を取った専門家たちはトリックが偽物であるという証拠を見つけることができなかったと述べた。
この疑惑について、グループのメンバーであるコーディ・ジョーンズは「人々が偽物だと主張するのは嬉しい。なぜなら、それによってそのショットがさらに馬鹿げて不可能に思えるからだ。そして、YouTubeでの宣伝やヒット数も増えるので、本物か偽物かを知る謎が楽しいのだ。」と語っている。

## 受賞・ノミネート
| 賞                           | 年   | 部門                           | 結果       |
| ---------------------------- | ---- | ------------------------------ | ---------- |
| ストリーミー賞               | 2014 | ベスト・スポーツ・シリーズ     | ノミネート |
| ストリーミー賞               | 2015 | ベスト・スポーツ・シリーズ     | 受賞       |
| ストリーミー賞               | 2016 | ベスト・スポーツ・シリーズ     | ノミネート |
| ストリーミー賞               | 2020 | ベスト・スポーツ・シリーズ     | ノミネート |
| ストリーミー賞               | 2017 | 最優秀ブランドビデオ           | ノミネート |
| ショーティー賞               | 2016 | ベスト・YouTube・アンサンブル  | ノミネート |
| ショーティー賞               | 2018 | ベスト・YouTube・アンサンブル  | ノミネート |
| ショーティー賞               | 2018 | クリエイター・オブ・ディケイド | ノミネート |
| キッズ・チョイス・アワード   | 2020 | 好きな男性ソーシャルスター     | ノミネート |
| ティーン・チョイス・アワード | 2015 | チョイスウェブスター: コメディ | ノミネート |
| スポーツ・エミー賞           | 2024 | 優れたインタラクティブ体験     | 受賞       |